# André Frédéric Cournand
André Frédéric Cournand (Párizs, 1895. szeptember 24. – Great Barrington, Massachusetts, 1988. február 19.) francia–amerikai orvos, fiziológus. 1956-ban Werner Forßmann-nal és Dickinson W. Richardsszal megosztva orvostudományi Nobel-díjban részesült a szívkatéterezés technikájának kifejlesztéséért.

## Pályafutása
André Cournand 1895. szeptember 24-én született Párizsban, Jules Cournand fogorvos és felesége, Marguérite Weber második gyermekeként. A Lycée Condorcet-be járt középiskolába, amit 16 évesen otthagyott, hogy egy magánlaboratóriumban természettudományos módszereket tanuljon. Ennek ellenére leérettségizett, majd apja tanácsára a Sorbonne-on kezdett orvostudományt tanulni. 1914-ben megkapta természettudományos oklevelét, majd folytatta orvosi képzését, amit azonban félbeszakított az első világháború kitörése. Cournand önkéntesnek jelentkezett a francia hadseregbe és előbb közkatonaként, majd ezredorvosként végigharcolta a háborút; három bronzcsillaggal díszített Hadikereszttel is kitüntették.
A háború után befejezte az egyetemet, és az Hôpitaux de Paris-ban kezdte meg orvosi munkáját. Cournand bejáratos volt az 1920-as évek modern művészetének párizsi köreibe, leendő feleségét, egy svájci zongoraművész lányát is itt ismerte meg. Miután elegendő gyakorlatot szerzett a belgyógyászatban, a neurológiában és különösen a mellkasi betegségek területén, 1930-ban megvédte disszertációját, és M. D. fokozatot szerzett. Ugyanebben az évben egyéves ösztöndíjjal a New York-i Bellevue Hospitalban kezdett el dolgozni. Néhány hónap után egy helyi kutatócsoport vezetője, Dickinson W. Richards felajánlotta neki, hogy csatlakozzon hosszú távú, a légzés élettanát vizsgáló projektjéhez. Cournand elfogadta az ajánlatot, és az Egyesült Államokban maradt, ahol 1941-ben az állampolgárságot is megkapta.

## A szívkatéterezés kifejlesztése
Cournand és Richards a légző-, valamint a szív- és érrendszer kapcsolatát vizsgálták és rendszeresen mérték az artériás és vénás vér szén-dioxid és oxigéntartalmát. A jobb mintavétel érdekében merült fel, hogy közvetlenül a szívkamrából kellene vért venniük. Cournand tudott arról, hogy az 1920-as évek végén egy fiatal német orvos, Werner Forßmann önkísérlettel a saját szívébe bevezetett egy vékony katétert, de ezt Németországban is túl veszélyesnek és fölösleges hősködésnek tartották, Forßmannt pedig eltanácsolták a kórházból ahol dolgozott. Cournand és Richards hosszas állatkísérletekkel kidolgozták a módszer biztonságos használatát, és végül 1941-ben közölték az új szívkatéterezési technika részleteit. Ezzel lehetővé vált a vérnyomás mérése közvetlenül a szívben, a súlyos szívbetegek állapotának jobb követése és egyes gyógyszerek szívbe juttatása.
A szívkatéterezés kifejlesztéséért André Cournand, Dickinson Richards és Werner Forßmann 1956-ban orvostudományi Nobel-díjban részesültek.

## Későbbi pályája
Cournand-t 1934-ben a Columbia Egyetemen óraadó tanárrá, 1951-ben pedig professzorrá nevezték ki. A második világháború alatt tanácsadóként segítette az amerikai kormányt, többek között a vegyi fegyverek témájában. Számos díjban részesült, 1946-ban megkapta a Svéd Belgyógyászati Társaság Anders Retzius Ezüstérmét, 1949-ben az orvostudományi alapkutatásért járó Albert Lasker-díjat, 1956-ban a Belga Királyi Orvostudományi Akadémia és a párizsi Académie Nationale de Médecine aranyérmét, valamint a francia Becsületrendet. 1958-tól a francia kormány tudományos tanácsadójaként működött.

## Családja
André Cournand Sibylle Blumert vette feleségül, Birel Rosset özvegyét, és adoptálta annak fiát, Pierre Birel Rosset-Cournand-t, aki azonban 1944-ben elesett a második világháborúban. Házasságából három lánya – Muriel, Marie-Eve és Marie Claire – született. 1959-ben Sibylle meghalt, Cournand pedig négy évvel később újra megházasodott, Ruth Fabiant vette feleségül, 1974-ben elhunyt, Cournand pedig a következő évben elvette régi ismerősét, a szintén orvos Beatrice Bishop Berle-t. Fiatalkorában jó sportoló volt, futballozott és teniszezett, de mindenekelőtt a hegymászásnak volt szerelmese, tagja volt a Club Alpin Français-nek és az American Alpine Clubnak is.
1988. február 19-én halt meg  a massachusettsi Great Barringtonban, 92 éves korában.